# 洲本平野
洲本平野（すもとへいや）は、淡路島南東部に位置する平野。

## 概要
洲本川とその支流が中心の沖積平野
。内側がほぼ円形に広がっている。中山峠を越えれば三原平野となる。
洲本平野の範囲
- 洲本市　内町地区・外町地区・物部地区・潮地区・加茂地区・大野地区・納地区
- 南あわじ市　広田地区